# Pere Antoni Beuter
 (juillet 2025).
Pere Antoni Beuter, né à Valence en 1490 et mort dans la même ville en 1554, est un historien, écrivain et théologue exégète espagnol.

## Biographie
Originaire du Saint-Empire romain germanique, il étudie les sciences humaines à l'université de Valence. Il est secrétaire de l'archevêque Erhard de Marches. En 1540, il est envoyé à Rome où il est nommé prédicateur de la Maison pontificale par le pape Paul III. Après son retour à Valence, il est recteur et professeur d'Écritures de l'Ancien Testament.

## Œuvres
Ses œuvres majeures sont historiographiques, parmi lesquelles sa Primera part de la història de València rédigée en catalan en 1538 qui aborde la question de la fondation de Valence. L'ouvrage obtient du succès, si bien qu'il rédige une nouvelle version en espagnol en 1546. La deuxième partie de l'ouvrage est écrite entièrement en espagnol et publiée en 1550 sous le nom de Segunda parte de la crónica general de España. La troisième partie est toujours inédite et n'a pas été retrouvée.
- (ca) Primera part de la història de València, 1538.
- (es) Segunda parte de la crónica general de España, 1550.
- (la) Caerimoniae ad Missam.
- (la) Annotaciones decem ad sacram scripturam.
- (la) Judicium in confessiones sacerdotum.